# Antimaterie
Antimaterie ist Materie, die aus Antiteilchen besteht. Anti-Atome haben Atomhüllen aus Positronen (Antielektronen) und Atomkerne aus Antiprotonen und Antineutronen.
Im weiteren Sinne bezeichnet man auch einzelne Antiteilchen als Antimaterie. Diese lassen sich experimentell erzeugen und kommen auch natürlich vor: Positronen entstehen beim radioaktiven Beta-Plus-Zerfall und bei Wechselwirkungen von Gammastrahlung mit Materie (Paarbildung). Zur Erzeugung von Antiprotonen und Antineutronen benötigt man energiereiche Teilchenbeschleuniger; sie entstehen auch durch kosmische Strahlung in der oberen Erdatmosphäre.
Mit aufwändigen Experimenten kann man einfachste Anti-Atome erzeugen, indem man Positronen und Antiprotonen fast vollständig abbremst und zusammenführt. Dabei entstehen Antiwasserstoff-Atome. Bei Experimenten mit den größten Teilchenbeschleunigern hat man auch leichte Anti-Atomkerne (Antideuterium, Antihelium-3 und ‑4) nachgewiesen. Anti-Atome und Anti-Atomkerne kommen aber nicht natürlich vor. Es gibt Spekulationen, aber keinerlei Hinweise darauf, dass gewisse Bereiche im Universum aus Antimaterie bestehen könnten. Würde man schwerere Antiatomkerne in kosmischer Strahlung finden, wäre dies ein Hinweis auf Nukleosynthese in Sternen aus Antimaterie.
Wenn ein Materieteilchen und sein Antiteilchen aufeinander treffen, können sie in einer Annihilations-Reaktion „zerstrahlen“. Die in den Teilchen gemäß der Äquivalenz von Masse und Energie steckende Energie tritt dann in anderer Form wieder auf, als Gammastrahlung und/oder in Form anderer, leichterer Teilchen.

## Geschichte

### Theoretische Überlegungen
1898 verwendete der Physiker Arthur Schuster erstmals den Begriff Antimaterie in zwei Zuschriften an Nature. Er spekulierte über Sternensysteme aus Antimaterie, die von unserer Materie durch Beobachtung nicht unterscheidbar wären. Schon vorher hatten Karl Pearson 1892 und William Mitchinson Hicks in den 1880er Jahren von möglicher „negativer Materie“ gesprochen.

### Antiteilchen
1928 stellte Paul Dirac auf Grundlage der Arbeit von Wolfgang Pauli die Dirac-Gleichung auf, eine relativistische, also auf der speziellen Relativitätstheorie beruhende Wellengleichung 1. Ordnung zur Beschreibung des Elektrons. Auf der Grundlage dieser Gleichung sagte Dirac die Existenz des Positrons als Antiteilchen zum Elektron voraus. 
1932 wurde das Positron als erstes Antiteilchen von Carl David Anderson in der kosmischen Strahlung nachgewiesen. Auch Antimyonen werden von der kosmischen Strahlung erzeugt, wenn sie in die Erdatmosphäre eindringt.
Das Antiproton wurde 1955 bei Experimenten am Bevatron-Teilchenbeschleuniger nachgewiesen, und das Antineutron 1956.

### Antiatome und Antiatomkerne
Eine Arbeitsgruppe unter Walter Oelert vom Forschungszentrum Jülich wies 1995 als erste am Low Energy Antiproton Ring (LEAR) des CERN einige Antiwasserstoff-Atome nach, also gebundene Systeme aus einem Antiproton und einem Positron. In den beiden folgenden Jahren wiederholten Forscher am Fermilab in den USA das Experiment.
2010 wurden am CERN im Projekt ALPHA 38 Antiwasserstoff-Atome nachgewiesen, die für 172 Millisekunden in einer magnetischen Falle eingefangen waren. Für eine spektroskopische Untersuchung werden jedoch deutlich größere Mengen benötigt. Am Nachfolgeexperiment ALPHA-2 gelang 2016 schließlich eine laserspektroskopische Untersuchung des 1s–2s-Übergangs. Wie vom CPT-Theorem vorhergesagt, stimmen die Spektrallinien von Wasserstoff und Antiwasserstoff mit einer Genauigkeit von 2 · 10−10 überein.
Im April 2011 gelang es am CERN, 309 Antiwasserstoffatome bei einer Temperatur von etwa einem Kelvin fast 17 Minuten lang einzufangen, also 5800-mal so lang wie im November 2010. Dies wurde von den Forschern des CERN und Kommentatoren allgemein als bedeutender Durchbruch beurteilt, der neue Möglichkeiten eröffnet, die Eigenschaften von Antimaterie zu erforschen. Dabei geht es zum Beispiel um mögliche Verletzungen von Symmetrien in der Teilchenphysik. Dies betrifft die Frage, warum nach dem Urknall mehr Materie als Antimaterie entstand.
Der bislang schwerste beobachtete Antimaterie-Atomkern ist der am Relativistic Heavy Ion Collider erzeugte Antihyperwasserstoff-4 (den Anti-Hyperkern {\displaystyle {\overline {{}_{\Lambda }^{4}\mathrm {H} }}}), gefolgt vom ebenfalls dort im April 2011 erzeugten Anti-4He.
Eine rund fünfzigköpfige Gruppe um den Amerikaner Jeffrey Hangst, Physikprofessor an der Universität Aarhus in Dänemark, hat 2023 im Rahmen der Alpha-Kollaboration am CERN nachgewiesen, dass auch Antimaterie der Schwerkraft unterliegt, was zuvor empirisch offen war.

## Energiebilanz bei Reaktionen
Die Vernichtung (Annihilation) setzt die bei der Paarbildung als Masse gespeicherte Energie wieder frei. Bei der Elektron-Positron-Annihilation tritt diese als elektromagnetische Strahlung auf, im Fall schwerer Teilchen (Proton-Antiproton) teilweise auch in Form anderer Teilchen mit hoher Bewegungsenergie. Dabei wird die gesamte Masse des Teilchen-Antiteilchen-Paares umgesetzt und nicht nur, wie bei Kernspaltung und Kernfusion, ein kleiner Bruchteil (siehe Massendefekt). Die Annihilation einer gegebenen Masse bestehend je zur Hälfte aus Materie und aus Antimaterie würde reichlich hundert Mal mehr Energie freisetzen als die Reaktion einer gleich großen Masse von Fusionsreaktor-Brennstoff. Beispielsweise würde die Annihilation eines Wasserstoffatoms mit einem Anti-Wasserstoffatom die Energie 1,88 GeV liefern; die Fusion eines Deuteriumkerns mit einem Tritiumkern liefert dagegen nur 17,6 MeV, also etwa ein Hundertstel.
Wegen dieser hohen Energiedichte ist über Nutzungen von Antimaterie (in Form von Positronen) für Waffenzwecke nachgedacht worden. In der Raumfahrt wurde mehrfach über den möglichen Nutzen für Antriebssysteme diskutiert. Wissenschaftler an der Pennsylvania State University untersuchten in den Projekten AIMStar und ICAN-II in den 1990er Jahren theoretische Konzepte. Bislang gibt es jedoch kein realistisches Konzept, wie für solche technischen Zwecke genügende Mengen von Antimaterie hergestellt, gelagert und transportiert werden könnten. Am CERN wird für das Jahr 2023 ein Antimaterie-Transport per LKW über eine Distanz von einigen hundert Metern geplant.
Eine Energie-Ressource kann Antimaterie niemals sein, denn in nutzbarer Form kommt sie im Universum nicht vor, und ihre künstliche Herstellung erfordert mindestens die Energie, die aus ihr wieder gewonnen werden könnte.

## Antimaterie im Universum
Die bisherigen Experimente und Theorien ergeben weitgehend identisches Verhalten von Materie und Antimaterie (siehe CP-Verletzung). Demnach sind nach dem heißen und dichten Anfangszustand des Universums, dem Urknall, Materie und Antimaterie in näherungsweise gleichen Mengen entstanden und kurz darauf wieder durch gegenseitige Vernichtung „zerstrahlt“ worden.
Andererseits zeigen aber alle bisherigen Beobachtungen im Kosmos nur die „normale“ Materie. Sie muss das Überbleibsel eines geringen Ungleichgewichts zu Beginn des Universums sein. Frühere Vermutungen, dass das Universum in einigen Bereichen mit Materie, in anderen mit Antimaterie gefüllt sei, gelten heute als unwahrscheinlich. Es wurde bislang keine Annihilationsstrahlung, die an den Grenzgebieten entstehen sollte, nachgewiesen. Die direkte Suche nach Anti-Helium-Atomkernen in der kosmischen Strahlung, die 1998 mit einem Alpha-Magnet-Spektrometer an Bord eines Space Shuttle erfolgte, blieb ergebnislos: es wurden etwa drei Millionen Heliumkerne nachgewiesen, darunter befand sich aber kein einziger Antikern.
Der Vergleich von Modellrechnungen im Rahmen der Urknalltheorie und astronomischen Messdaten (primordiale Nukleosynthese, WMAP) spricht dafür, dass das Verhältnis von Materie und Antimaterie anfangs fast 1 zu 1 war. Ein winziges Ungleichgewicht – etwa 1 Teilchen Überschuss auf 1 Milliarde Teilchen-Antiteilchen-Paare – bewirkte, dass ein Rest an Materie übrig blieb, der in unserem heutigen Universum feststellbar ist. Dieses Ungleichgewicht von Materie und Antimaterie ist eine der Voraussetzungen für die Stabilität des Universums und somit auch für das Leben auf der Erde. Bei genauem Gleichgewicht wären Materie und Antimaterie im Verlauf der Abkühlung des Universums vollständig in Strahlung umgewandelt worden.
Der Grund für dieses Ungleichgewicht ist eines der großen Rätsel der Elementarteilchenphysik und Kosmologie; es wird vermutet, dass erst vereinheitlichende Theorien (beispielsweise Stringtheorie, M-Theorie, Supersymmetrie) diese ungleiche Verteilung zufriedenstellend erklären werden. Eine der Voraussetzungen für ein Übergewicht von Materie ist die CP-Verletzung (siehe Baryogenese). Diese wurde zuerst bei Kaonen in den 1960er Jahren entdeckt. In den 1990er Jahren wurden am SLAC in den USA 200 Millionen B-Meson-Anti-B-Meson-Paare erzeugt und untersucht, wie diese wieder zerfallen. Bei der Auswertung wurde festgestellt, dass die B-Mesonen etwa zweimal seltener in ein Pion und ein Kaon zerfallen als ihre Antiteilchen. Beim vorher untersuchten Kaonensystem lag der Unterschied bei vier zu einer Million.

## Antimaterie in der Science-Fiction
Antimaterie kommt in vielen Romanen und Filmen vor, wo ihre physikalischen Eigenschaften von den wirklichen abweichen können. In der Welt von Star Trek dient eine Materie-Antimaterie-Reaktion als Energiequelle für den fiktiven Warp-Antrieb zur Erzeugung einer Warpblase und auch als Waffe. In der Heftromanserie Perry Rhodan wird Antimaterie vielfältig benutzt, etwa um Gravitations-Schockwellen abzustrahlen und so eine Nachricht zu übermitteln, vor allem aber als Basis für fortgeschrittene Waffensysteme und zur Energieerzeugung. Im Roman Illuminati von Dan Brown haben fiktive Wissenschaftler des CERN sichtbare Mengen der Substanz hergestellt und längerfristig in einer Magnetfalle gelagert.